# Andrej Barčák mladší
Andrej Barčák (* 26. října 1946, Baia Mare) je slovenský manažer v automobilovém průmyslu, bývalý československý ministr zahraničního obchodu za KSČ a bývalý sportovní jezdec automobilové rallye.

## Biografie
Jeho otec Andrej Barčák (1920–1984) byl politikem KSČ a ministrem zahraničního obchodu ČSSR v letech 1970 až 1981.
Andrej Barčák mladší vystudoval Vysokou školu technickou v Košicích a České vysoké učení technické v Praze, v době politického uvolnění mohl jako student o prázdninách 1965 až 1968 vyjíždět do zahraničí a pracovat u západoněmeckých servisů značek Mercedes-Benz a Volkswagen, později i ve výrobním závodě VW ve Wolfsburgu a začal dojednávat oficiální dovozy automobilů Volkswagen Brouk do ČSSR, z čehož sešlo s nástupem normalizace.
Od roku 1970 pracoval jako technik v Ústavu pro výzkum motorových vozidel, v 70. letech se s vozy Škoda účastnil závodů Mistrovství Československa v rallye, v prvních soutěžích jej navigoval jeho spolužák a pozdější tovární jezdec AZNP Jiří Šedivý. Později byl jedním ze zakládajících jezdců (mj. s Václavem Blahnou a Antonínem Dolejšem) legendárního Barum Teamu (tehdy AMK Rudý Říjen Otrokovice).
Od roku 1973 byl zaměstnancem PZO Motokov, roku 1976 se stal členem KSČ. Jako obchodní zástupce ČSSR dlouhodobě působil ve Velké Británii a USA, kdy mimo jiné zachraňoval pověst československých automobilů Škoda 105/120 prosazením řady technických úprav pro tamní trhy, od roku 1982 byl také důležitým spojencem šéfkonstruktéra AZNP Petra Hrdličky při konstrukci a přípravě výroby nového automobilu Škoda Favorit. Koncem roku 1987 se stal generálním ředitelem PZO Motokov.
V prosinci 1989 byl nominován do federální vlády na místo ministra zahraničního obchodu ČSSR v obměněné vládě Ladislava Adamce, na tomto postu byl potom potvrzen i v následné vládě Mariána Čalfy („vládě národního porozumění“) a zastával ho do voleb v červnu 1990.
Po svém odchodu vlády založil v červenci 1990 pobočku General Motors Czechoslovakia a vedl ji až do konce roku 1992, kdy se ČSFR rozpadla. Byl členem evropského vedení GM, od roku 1993 zastával pozici regionálního ředitele GM pro střední Evropu, od roku 1998 byl výkonným ředitelem GM pro střední a část východní Evropy. V letech 2000–2005 byl výkonným ředitelem GM pro prodej vozů značek Opel, Saab, Daewoo a Chevrolet velkým odběratelům, v letech 2000–2001 byl také členem představenstva firmy Adam Opel AG.
Andrej Barčák hovoří osmi jazyky, je ženatý a má dvě děti.